# RJ-178
A RJ-178 é uma rodovia do estado do Rio de Janeiro.
Com 59 quilômetros de extensão, a rodovia liga a localidade de Cabiúnas, situada no município de Macaé, a Dores de Macabu, distrito do município de Campos dos Goytacazes.
Esta rodovia parte de um entroncamento com a Rodovia Amaral Peixoto (RJ-106), passa pelos municípios de Carapebus e Quissamã até chegar à RJ-180. O trecho entre Macaé e Quissamã é denominado Rodovia Chico Almeida, em homenagem ao quissamaense Francisco de Assis Almeida Pereira, que foi político naquele município.
É uma rota muito importante para o deslocamento da fruticultura e da pecuária da região Norte Fluminense.